# サンチェス・バルカイステゥギィ (駆逐艦)
サンチェス・バルカイステゥギィ (Sánchez Barcáiztegui) はスペイン海軍の駆逐艦。チュルカ級。スペイン内戦に政府側で参加した。

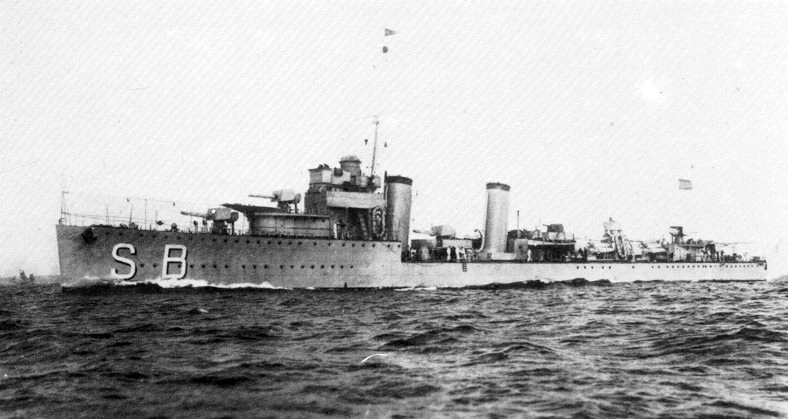
「サンチェス・バルカイステゥギィ」。

## 艦歴
1926年進水・1928年就役。
スペイン内戦が始まると、艦長は反乱軍側に付こうとした。だが、乗組員が反乱を起こし、サンチェス・バルカイステゥギィは政府側に付いた。
サンチェス・バルカイステゥギィはジブラルタル海峡の封鎖に参加し、それから政府軍が孤立していたカンタブリア海へ向かう艦隊に加わった。この艦隊は一部を除き地中海に戻った。
サンチェス・バルカイステゥギィはパロス岬沖海戦に参加し、駆逐艦アルミランテ・アンティキオラとレパントとともに重巡洋艦バレアレスと交戦した。
1939年3月5日、サンチェス・バルカイステゥギィは5機のSM.79による攻撃で被弾し大損害を受けた。
内戦後の1940年に浮揚され、修理されて再就役した。1964年退役。1965年にスクラップとなった。